# Szlachectwo zobowiązuje (film 1949)
Szlachectwo zobowiązuje (ang. Kind Hearts and Coronets) – brytyjska komedia kryminalna z 1949 roku w reżyserii Roberta Hamera. Adaptacja opowiadania Israel Rank: The Autobiography of a Criminal Roya Hornimana.
Polska premiera odbyła się we wrześniu 1961 roku na pokazie wraz z krótkometrażowym dokumentem N’fuma.

## Opis fabuły[2]
Louis Mazzini, potomek arystokratycznej rodziny postanawia zamordować swoich krewnych, którzy stanowią przeszkodę do odziedziczenia majątku i tytułu arystokratycznego.

## Obsada[3]
- Dennis Price –
  - Louis Mazzini D’Ascoyne,
  - ojciec Mazziniego
- Alec Guinness –
  - 7. książę Chalfont
  - Ethelred D’Ascoyne, 8. książę Chalfont,
  - Lord Ascoyne,
  - wielebny lord Henry D’Ascoyne,
  - generał lord Rufus D’Ascoyne,
  - admirał lord Horatio D’Ascoyne,
  - młody Ascoyne D’Ascoyne,
  - młody Henry D’Ascoyne,
  - lady Agatha D’Ascoyne
- Valerie Hobson – Edith
- Joan Greenwood – Sibella
- Audrey Fildes – matka Mazziniego
- Miles Malleson – Henker
- Clive Morton – naczelnik więzienia
- John Penrose – Lionel Holland
- Jeremy Spenser – młody Louis